# Neoapaloxylon mandrarense
Neoapaloxylon mandrarense là một loài thực vật có hoa trong họ Đậu. Loài này được Du Puy & R.Rabev. mô tả khoa học đầu tiên.